# Bonaparteov tinamu
Bonaparteov tinamu (lat. Nothocercus bonapartei) je vrsta ptice iz roda Nothocercus iz reda tinamuovki. Živi u planinskim šumama na nadmorskoj visini od preko 1.500 metara. Latinski naziv Nothocercus bonapartei dobiva u sjećanje na francuskog prirodoslovca i ornitologa Charlesa Luciena Bonapartea.

## Taksonomija
Bonaparteov tinamu ima pet podvrsta. To su:
- N. bonapartei frantzii živi na visoravnima Kostarike i zapadne Paname.
- N. bonapartei bonapartei živi u sjeverozapadnoj Venecueli i sjevernoj Kolumbiji.
- N. bonapartei discrepans živi u središnjoj Kolumbiji (departmani Tolima i Meta).
- N. bonapartei intercedens živi u zapadnim Andama Kolumbije.
- N. bonapartei plumbeiceps živi u Andama istočnog Ekvadora i dalekog sjevernog Perua.

## Opis
Bonaparteov tinamu velik je oko 38 centimetara u dužinu, i težak je oko 925 grama. Perje je išarano crnom i cimetasto-smeđom bojom po leđima i krilima, s riđim grlom. 
Dosta je samotna i sramežljiva ptica. Kad je u grupi, grupa se sastoji od najviše pet jedinki. Hrani se plodovima s tla ili niskog raslinja, ali ponekad jede i kukce. Tijekom sezone parenja, mužjak inkubira 4-12 jaja, koja mogu biti od više različitih ženki. Nakon izlijeganja, mužjak također vodi i brigu o mladim ptićima.

## Vanjske poveznice
|  | Zajednički poslužitelj ima još gradiva o temi Nothocercus bonapartei |
|  | Wikivrste imaju podatke o taksonu Nothocercus bonapartei             |